# Manny Monteiro
Manny Monteiro (São Paulo, 17 de agosto de 1958) é um baterista, engenheiro de áudio e produtor musical brasileiro.
Em 1994, produziu o CD "Ná" da cantora Ná Ozzetti que venceu o Prêmio Sharp 1995 como Melhor Álbum na categoria Pop/Rock.

## Primeiros anos
Manny começou a tocar bateria aos oito anos. Aos 12, iniciou seus estudos no Centro Livre de Aprendizagem Musical - CLAM do Zimbo Trio com o baterista Rubinho Barsotti, com o percussionista clássico de orquestra Cláudio Stephan e com o compositor Osvaldo Lacerda.

## Carreira
Aos 18 anos, mudou-se para Nova York e convidado a tocar com o pianista brasileiro Guilherme Vergueiro e trio. Nos 14 anos que se seguiram, Manny tocou e gravou com a Orquestra de Gil Evans, David Sanborn, Bob Moses, Jaco Pastorius, Big Joe Turner, John Scofield, Eddie Gomez, Steve Swallow, Patato Valdes, Rashid Ali, Jorge Dalto, Ruben Blades, Naná Vasconcelos, Claudio Celso, Dom Um Romão, Raul de Souza e Dom Salvador, entre outros. Neste período, Manny teve a oportunidade de estudar com o renomado baterista brasileiro Edison Machado, criador do beat da bossa nova, e também com Dom Um Romão. Aprendeu jazz com os bateristas americanos Rashid Ali (John Coltrane Duet) e Michael Carvin. Durante cinco anos, Manny refinou seus estudos de bateria com o mestre da percussão norte-americana Henry Adler (mentor de Buddy Rich, Roy Burns e Bob Moses). Todo este seu esforço e dedicação rendeu-lhe o conhecimento e a técnica suficientes para ser professor durante vários anos na Escola Drummer Collective New York, tendo como alguns de seus mais renomados alunos o baterista Billy Martin da banda Medeski Martin and Wood. Manny também ministrou workshops de percussão brasileira na Universidade de Nova York ao lado do professor Greg Burrows.
In 1989, formou-se como engenheiro de som no Institute of Audio Research em Nova York entre os dez primeiros colocados, sendo automaticamente contratado pelo produtor Peter Scherer (Virgin Records).
Desde seu retorno ao Brasil em 1991, Manny tem trabalhado com renomados músicos como Arthur Maia, Hermeto Pascoal, Nico Assumpção, Zeca Assumpção, Jacques Morelenbaum, Claudio Celso, William Magalhães, Paulo Calasans, Benjamin Taubkin, Arismar do Espirito Santo, Ricardo Silveira, Mozart Mello, Bocato, Walmir Gil, José Roberto Bertrami (Azimuth) e Laudir de Oliveira (Chicago), e com o produtor americano Roy Cicala que gravou e produziu celebridades como John Lennon, David Bowie, Miles Davis, Queen, Frank Zappa, Prince, entre outros.
Além de escrever artigos para as revistas “Audio and Music Technology”, “Home Studio” e “Modern Drummer Brasil”, Manny Monteiro ministra aulas, workshops de bateria e de tecnologia de áudio no Conservatório Musical Souza Lima em São Paulo, afiliado ao Berklee College of Music de Boston, EUA. Em 1997, concebeu e instalou para o Serviço Social do Comércio (SESC) um projeto de cabeamento e treinamento de técnicos para o maior núcleo musical da América Latina, o SESC Vila Mariana.

## Discografia
No cenário dos estúdios de gravação, Manny Monteiro participou como baterista e produziu vários CDs: "Ná" da cantora Ná Ozzetti (1994), que venceu em 1995, o Prêmio Sharp como Melhor Álbum na categoria Rock/Pop, e "Love Lee Rita" (1996), que teve 200 mil cópias vendidas já no lançamento; co-produziu e mixou o primeiro disco do selo "Canções de Ninar" de Sandra Peres e Paulo Tatit (Rumo), que ganhou o Prêmio Sharp de Melhor Disco Infantil em 1994, produziu o CD "Poesia é Risco" do poeta Augusto de Campos (1995), o CD "Felicidade" de Paulo Tatit (1997); gerou a trilha musical composta por Péricles Cavalcanti para o premiado filme "Mil e Uma" de Suzana de Moraes (1996), mixou o CD "Rapsody and Bossa" do saxofonista Paulo Moura, lançado simultaneamente na Europa e Japão (1998), participou como baterista em 2008 do CD "Walking and Sliding" do guitarrista Norba Zamboni e do Play-Along "Técnicas para Baixo Elétrico na Música Brasileira de Gilberto de Syllos, produziu três faixas do CD "Carne, Osso & Coração" do cantor e multi-instrumentista Dany Romano (2014), além de ter criado trilhas sonoras para a TV Cultura, para teatro e ballet.